# 2NE1 (мини-альбом, 2009)
2NE1, также 2NE1 1st Mini Album — дебютный мини-альбом корейской поп-группы 2NE1, изданный 8 июля 2009 года.

## Информация об альбоме
Первым неофициальным синглом 2NE1 стала песня «Lollipop», записанная в дуэте с группой Big Bang для рекламной кампании мобильного телефона LG Cyon; видеоклип появился 28 марта 2009 года (из-за использования в рекламе песня не выпускалась как полноценный сингл). Тем не менее «Lollipop» возглавила различные чарты корейских тематических порталов и изданий и появилась в блоге Переса Хилтона. После этого в СМИ долго обсуждался вопрос, смогла бы группа выжить на сцене без участия в их первой записи популярных Big Bang.
Дебютным синглом группы стала хип-хоп/регги песня «Fire»; сингл появился в продаже 6 мая 2009 года. Для «Fire» было снято два видеоклипа — «космическая» и «уличная» версии, обе получили по миллиону просмотров за первый день после релиза. Следующим синглом стала композиция «I Don’t Care».
В первый день выхода мини-альбома было отправлено 50 000 копий, купленных по предзаказу. Диск поднялся на первое место основных корейских альбомных хит-парадов. К концу 2009 года было продано около 100 000 его копий.
Первое живое выступление группы (с песней «Fire») состоялось 17 мая 2009 года на телешоу SBS Inkigayo; эта дата знаменует официальный дебют 2NE1 на сцене. После этого выступления название группы вошло в топ поисковых запросов в Корее. 2NE1 получили три премии Cyworld Digital Music Awards: две в категории «Песня месяца» за «Lollipop» и «Fire» и в категории «Новичок месяца».

## Список композиций
| №  | Название                               | Продюсер                   | Длительность |
| -- | -------------------------------------- | -------------------------- | ------------ |
| 1. | «Fire»                                 | Teddy Park                 | 3:43         |
| 2. | «I Don’t Care»                         | Teddy Park, Kush           | 3:59         |
| 3. | «In the Club»                          | Teddy Park, Kush           | 3:45         |
| 4. | «Let’s Go Party»                       | Teddy Park, Kush, Masta Wu | 3:48         |
| 5. | «Pretty Boy»                           | Teddy Park, Kush           | 3:25         |
| 6. | «Stay Together»                        | Teddy Park, Kush           | 3:44         |
| 7. | «Lollipop» (Bonus track with Big Bang) | Teddy Park                 | 3:05         |

| №   | Название          | Продюсер     | Длительность |
| --- | ----------------- | ------------ | ------------ |
| 8.  | «I’m Busy»        | PK, Big Tone | 3:38         |
| 9.  | «Please Don’t Go» | Teddy Park   | 3:18         |
| 10. | «Kiss»            | Teddy Park   | 3:33         |

| №  | Название               | Продюсер         | Длительность |
| -- | ---------------------- | ---------------- | ------------ |
| 1. | «Fire» (Space Version) | Teddy Park       | 3:43         |
| 2. | «I Don’t Care»         | Teddy Park, Kush | 3:59         |

| №   | Название                         | Продюсер                   | Длительность |
| --- | -------------------------------- | -------------------------- | ------------ |
| 1.  | «Fire»                           | Teddy Park                 | 3:43         |
| 2.  | «I Don’t Care»                   | Teddy Park, Kush           | 3:59         |
| 3.  | «In the Club»                    | Teddy Park, Kush           | 3:45         |
| 4.  | «Let’s Go Party»                 | Teddy Park, Kush, Masta Wu | 3:48         |
| 5.  | «Pretty Boy»                     | Teddy Park, Kush           | 3:25         |
| 6.  | «Stay Together»                  | Teddy Park, Kush           | 3:44         |
| 7.  | «Kiss» (Dara solo featuring CL)  | Teddy Park                 | 3:31         |
| 8.  | «You and I» (Bom solo)           | Teddy Park                 | 3:53         |
| 9.  | «Please Don’t Go» (CL and Minzy) | Teddy Park                 | 3:31         |
| 10. | «Try to Follow Me»               | Teddy Park                 | 3:25         |
| 11. | «Lollipop» (Bonus track)         | Teddy Park                 | 3:05         |

| №  | Название                                  | Продюсер                   | Длительность |
| -- | ----------------------------------------- | -------------------------- | ------------ |
| 1. | «Fire» (Space Version)                    | Teddy Park                 | 3:43         |
| 2. | «Fire» (Street Version)                   | Teddy Park, Kush           | 3:43         |
| 3. | «I Don’t Care»                            | Teddy Park, Kush           | 3:59         |
| 4. | «You and I»                               | Teddy Park, Kush, Masta Wu | 3:53         |
| 5. | «날 따라해봐요» (Nal Ttarahaebwayo)       | Teddy Park, Kush           | 3:25         |
| 6. | «Lollipop» (feat. Big Bang) (Taiwan only) | Teddy Park                 | 3:05         |

## Хронология издания
| Страна      | Дата           | Лейбл             | Формат     |
| ----------- | -------------- | ----------------- | ---------- |
| Южная Корея | 8 июля 2009    | YG Entertainment  | CD         |
| Таиланд     | 6 июля 2010    | GMM Grammy        | CD         |
| Филиппины   | 15 января 2011 | Universal Records | CD+DVD     |
| Япония      | 16 марта 2011  | Rhythm Zone       | CD, CD+DVD |